# Valerij Isakov
Valerij Isakov (Verchošižem'e, 7 agosto 1936 – Mosca, 19 agosto 2017) è stato un regista sovietico.

## Filmografia parziale

### Regista
- Nežnyj vozrast (1983)
- Alyj kamen' (1986)